# الصقاع
تقع قرية الصقاع في محافظة بلجرشي بمنطقة الباحة جنوب غرب المملكة العربية السعودية.